# Ermentrude de Roucy
Ermentrude de Roucy (958 - 5 mai 1005) est une aristocrate du Xe siècle, par son second mariage comtesse et duchesse de Bourgogne.

## Biographie
L'ascendance d'Ermentrude de Roucy (Hermentrude, Ermentrudis) est en partie connue à partir d'un extrait situé à la fin de la chronique de Frodoard (Flodoard). Il s'agit du fragment d'une lettre adressée par Renaud de Bourgogne, comte de Port, à Gui-Geoffroi d'Aquitaine datée de [966] :

« Mathilde et Albérade furent filles de Gerberge; de Mathilde naquirent le roi Rodolphe et sa sœur Mathilde; d'Albérade vint Hermentrude; de Mathilde fille de Mathilde, vint Berthe; d'Hermentrude vint Agnès; de Berthe vint Gérald le Genevois; d'Agnès vint Gui »

— Chronique de Frodoard, manuscrit de Dijon, Anno DCCCCLXVI.
Ermentrude est la fille de Renaud de Roucy et d'Alberade de Lotharingie, fille de Gislebert de Lotharingie.
Ermentrude épouse Aubry II de Mâcon et devient ainsi comtesse de Mâcon. Ils sont les parents de :
- Létaud, archevêque de Besançon ;
- Aubry, abbé de Saint-Paul de Besançon ;
- Béatrice de Mâcon (974-1030), mariée en 975 à Geoffroy Ier de Gâtinais, puis à Hugues du Perche ;
- Peut-être une fille, N de Mâcon, qui pourrait avoir épousé Eble de Poitiers, fils de Guillaume IV d'Aquitaine et Emma de Blois; ils sont les parents de Ebles Ier de Roucy[5].

Héritière par mariage du comté de Mâcon, elle épouse avant 981/82 Otte-Guillaume de Bourgogne. Ils ont cinq enfants :
- Guy Ier de Mâcon (982-1004)[6] ;
- Mathilde de Bourgogne (?-1005), épouse en 995 Landry de Nevers ;
- Gerberge de Bourgogne (985-1020/23), épouse vers 1002 Guillaume II de Provence[7] ;
- Renaud Ier de Bourgogne (986-1057) ;
- Agnès de Bourgogne (990/95-1068), duchesse d'Aquitaine puis comtesse d'Anjou.